# Joodse begraafplaats (Vierlingsbeek)
De Joodse begraafplaats van Vierlingsbeek ligt aan de Molenweg en is één der oudste van Nederland. Ze werd gesticht in 1771 en er bevinden zich 82 grafstenen.
Op deze begraafplaats werden de Joodse inwoners uit het gehele Land van Cuijk bijgezet. De Joodse gemeente van Vierlingsbeek is pas in 1859 opgericht. Van 1850-1930 was hier een synagoge, waarna de Joodse inwoners van Vierlingsbeek bij de Joodse gemeente van Boxmeer werden gevoegd.
De Joodse begraafplaats wordt onderhouden door de gemeente Boxmeer, waar Vierlingsbeek toe behoort. In 1989 werd er een restauratie uitgevoerd. Ook is er een gedenksteen aangebracht ter herdenking van de door de nazi's weggevoerde en vermoorde Joden uit de omstreken.

## Voormalige synagoge
De voormalige synagoge, aan de Spoorstraat, is voorzien van een klokgevel en werd gebouwd in 1756. Tegenwoordig in gebruik als woonhuis. Van 1850-1930 was het gebouw in gebruik als synagoge. De thorakast van deze synagoge, gemaakt in 1865 werd na de opheffing van de synagoge nog in Oss gebruikt, maar is tegenwoordig te vinden in het Joods Historisch Museum te Amsterdam.